# Nombre de Recurso Uniforme

Este diagrama de Euler muestra que un identificador de recursos uniforme (URI) es o bien un localizador uniforme de recursos (siglas en inglés URL), como también un nombre de recurso uniforme (URN, siglas en inglés), o ambos a la vez.

El Nombre de Recurso Uniforme o URN (acrónimo inglés de Uniform Resource Name) funciona de manera similar al “Localizador Uniforme de Recursos” (Uniform Resource Locator, URL). 
Los URN identifican recursos en la web, pero a diferencia de los URL, no indican exactamente dónde se encuentra ese objeto.
Básicamente, un Uniform Resource Identifier (URI), está constituido ya bien sea por un URL más un URN o por solo uno de ellos:
```
URI = URL 
y/o
 URN
```